# A LABBO
『A LABBO』（えーらっぼ）は、2024年4月3日（2日深夜）から2025年3月26日（25日深夜）までテレビ朝日の『バラバラ大作戦』（火曜第1部）で放送されていたバラエティ番組。番組開始当初は「美容お笑い番組」を謳っていたが、2024年10月からは「Aマッソの実験的成長バラエティ」にリニューアルした。

## 出演者
- Aマッソ（むらきゃみ、加納）

## 放送リスト
| #  | 放送日         | 研究テーマ | ゲスト/その他出演者 |
| -- | -------------- | --- | --- |
| 1  | 2024年04月03日 | - アイシャドウパレットの一生使わなそうな色はどうする？ - 他人の顔にメイクしてみたらどうなる？ - 「美意識が高い」ってつまりどういうこと？ | |
| 2  | 2024年04月10日 | - 出先で急に気づいたネイルハゲ どうごまかす？ - 出先で急に気づいた指毛はどうごまかす？                                                   | 野呂佳代 |
| 3  | 2024年04月17日 | - 背中にボディクリームを塗る方法はある？ - 「垢抜ける」ってどういうこと？                                                                | |
| 4  | 2024年04月24日 | - 描きホクロの可能性を考える - どっちが美意識高いか対決                                                                                  | 月足天音・早瀬ノエル（FRUITS ZIPPER） あづりん（すなしぐれ） Merry BAD TUNE.                                             |
| 5  | 2024年05月01日 | - おしゃれ濡れ髪の条件とは？ - ズボラ行動の対策を考えよう                                                                                | 村重杏奈 |
| 6  | 2024年05月08日 | - 免許証の写真 絶対盛れない問題 | 矢口真里 |
| 7  | 2024年05月15日 | - 美容整形のシミュレーションをしよう | Tiffany（バーレスク東京）                                                                                                |
| 8  | 2024年05月22日 | - 課金女子を探せ！ 美容マネー対決 | |
| 9  | 2024年05月29日 | - 謝罪する時に最適なメイクとは？ | たけうちほのか イガリシノブ                                                                                              |
| 10 | 2024年06月05日 | - 明日から使える美容例えを作ろう - オダウエダ植田を限りなく榮倉奈々に近づけよう                                                          | オダウエダ |
| 11 | 2024年06月12日 | - 日常生活のダサい1シーンをメイクの力で乗り越えることは出来るのか？                                                                      | みりちゃむ 名取瞳 |
| 12 | 2024年06月19日 | - ナメられないための嫌なヤツ撃退メイクとは？                                                                                             | みりちゃむ かじえり |
| 13 | 2024年06月26日 | - ブス回避シミュレーション | 紅しょうが |
| 14 | 2024年07月03日 | - むらきゃみ 雑誌の表紙への道のり 東京カレンダー編                                                                                       | エルフ |
| 15 | 2024年07月10日 | - 怒られている最中にもできる表情筋トレーニング                                                                                           | 冨田菜々風（≠ME） 間々田佳子 井口浩之（ウエストランド）                                                                  |
| 16 | 2024年07月17日 | - 美容医療ダウト | 森香澄 AYAKA（63 ANGEL） 大桃子サンライズ（バンドじゃないもん!MAXX NAKAYOSHI） 黒神大和                                  |
| 17 | 2024年07月24日 | - 美容医療ダウト 後半戦 - むらきゃみ運転免許更新に密着                                                                                   | 森香澄 AYAKA（63 ANGEL） 大桃子サンライズ（バンドじゃないもん!MAXX NAKAYOSHI） 黒神大和                                  |
| 18 | 2024年08月07日 | - ロングネイルでも快適に暮らそう！ | ぱーてぃーちゃん |
| 19 | 2024年08月14日 | - 日常で使える「美容例え」を作ろう 第2弾                                                                                                 | 宇垣美里 MIMI |
| 20 | 2024年08月21日 | - むらきゃみダイエット企画 地獄のフィットネス修行編                                                                                      | 山口絵里加 |
| 21 | 2024年08月28日 | - どんな時でも！ キメ顔キープ対決（公開収録）                                                                                            | 高瀬くるみ・西田汐里・岡村美波（BEYOOOOONDS） 西﨑美空・北原もも（OCHA NORMA） 矢口真里 林美桜（テレビ朝日アナウンサー） |
| 22 | 2024年09月04日 | - 普段絶対に出来ないことをやってみよう！ 限界突破ムーブ研究所                                                                            | 小栗有以（AKB48） 松浦志穂（スパイク）                                                                                   |
| 23 | 2024年09月11日 | - ヤーレンズをきれいにしよう！ メイクプロデュース対決                                                                                    | ヤーレンズ |

## ネット局と放送時間
| 放送対象地域 | 放送局              | 系列           | 放送日時                     | ネット状況 | 備考  |
| ------------ | ------------------- | -------------- | ---------------------------- | ---------- | ----- |
| 関東広域圏   | テレビ朝日（EX）    | テレビ朝日系列 | 水曜 1:56 - 2:15（火曜深夜） | 制作局     |       |
| 福岡県       | 九州朝日放送（KBC） | テレビ朝日系列 | 水曜 1:20 - 1:42（火曜深夜） | 遅れネット | [ 6 ] |
| 沖縄県       | 琉球朝日放送（QAB） | テレビ朝日系列 | 木曜 0:45 - 1:05（水曜深夜） | 遅れネット | [ 7 ] |

過去のネット局
- 青森県・青森朝日放送（ABA、テレビ朝日系列）[8]

## スタッフ
- ナレーター：林美桜（テレビ朝日アナウンサー）[9]
- 構成：渡辺佑欣、井本恵、沼倉春香
- カメラ：袖山尚之
- 音声：鈴木秀昭
- 美術進行：遠藤由香
- ヘアメイク：川口カツラ店、古川純（#14）
- CG・デザイン：山崎信
- 編集：axis
- MA：吉松洸夢
- 音効：星裕介（Move on）
- 編成：熊谷和也（#1-17）、安部旭紘(#1-18、20-23）、土井泰樹（#18-23）
- 営業：安部旭紘（#19）
- デスク：永野智子
- 技術協力：オフィスて・ら、CAPZY
- 制作スタッフ：櫻井優（#1-7、9-13、15-16、18-19）、金田萌花、福田沙彩（#1-3）、堀川美由希（#4-7、9-23）
- ディレクター：勝部美帆、辻淳之、田中すみれ、櫻井優（#8、14、17、20-23）、本田芽里那（#9-23）、松田峻一（#11-23）、大久保早紀（#15-23）、新田祐士（#15-23）
- 演出：武内陽香
- プロデューサー：前川譲、小川真紀（#1-9）、黒木明紀・岡崎佑美（共にノンプロダクション）、遠藤由一郎（#10-15）
- GP：奥田創史
- 制作：テレビ朝日ビジネスソリューション本部 コンテンツ編成局第2制作部
- 制作著作：テレビ朝日